# Fingland
Fingland is een plaats in het Engelse graafschap Cumbria, gelegen aan de B5307 op 6 mijl (10 km) ten noorden van Wigton. Fingland maakt deel uit van de civil parish Bowness. Bij de laatste tienjaarlijkse census van 1861 telde het dorp 219 inwoners. Bij opvolgende tellingen werd slechts de populatie op civil parish-niveau geregistreerd.